# Hans Kujath

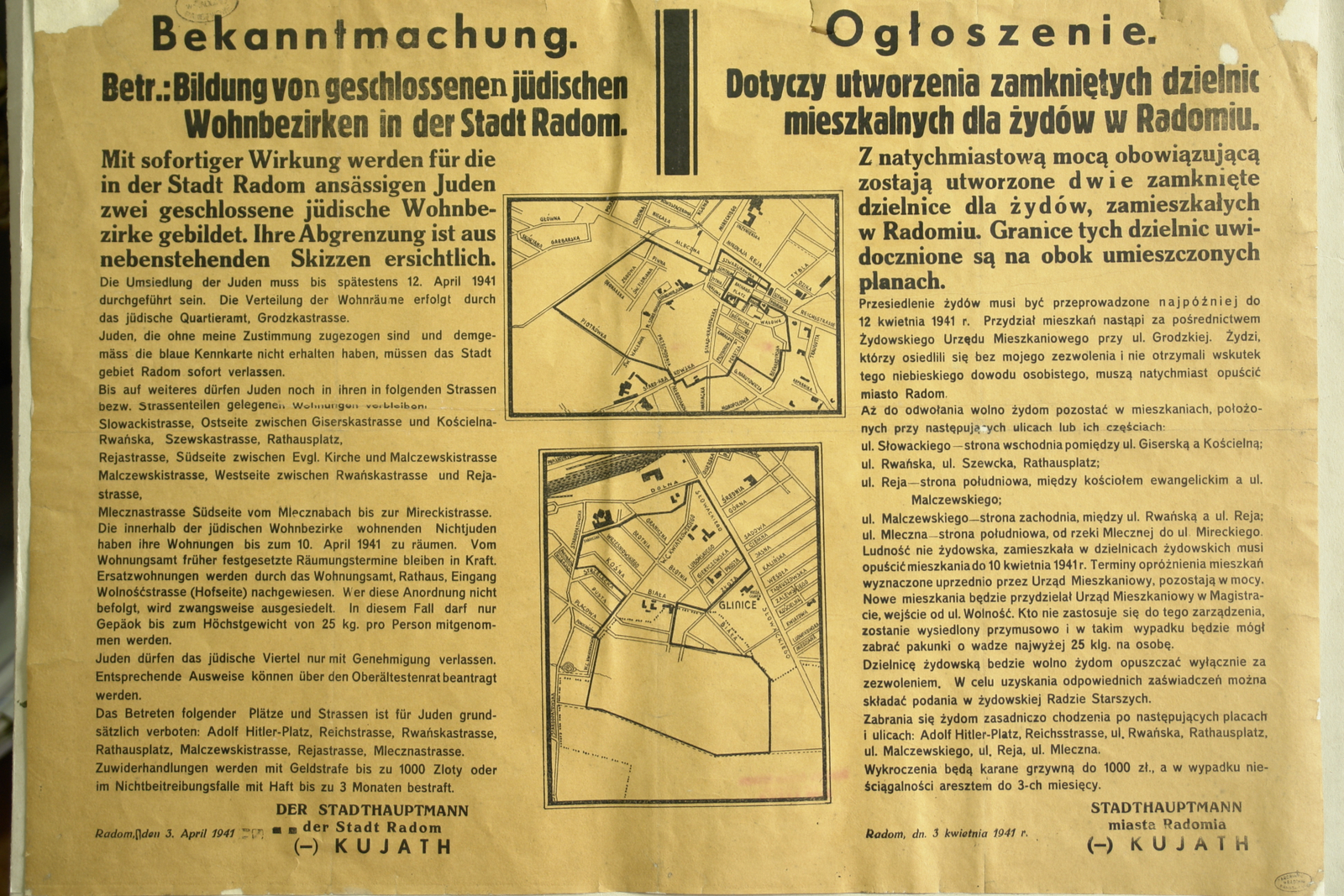
Hans Kujaths officiella tillkännagivande om inrättandet av Radoms getto. (På tyska och polska.)

Hans Kujath, född 9 april 1907 i Ottoburg, död 22 oktober 1963 i Donauwörth, var en tysk jurist, ämbetsman och SS-officer. Under andra världskriget beklädde han flera höga ämbeten i Generalguvernementet, det polska territorium som lades under tysk ockupation 1939.

## Biografi
Kujath studerade rättsvetenskap vid universiteten i Freiburg, Bonn, Berlin och Königsberg och avlade den första juridiska statsexamen i januari 1932. I november samma år inträdde han i Nationalsocialistiska tyska arbetarepartiet (NSDAP). År 1936 avlade han assessorsexamen och var därefter verksam som advokat. 

### Andra världskriget
Den 1 september 1939 anföll Tyskland sin östra granne Polen och andra världskriget utbröt. I slutet av oktober inrättades Generalguvernementet, det polska territorium som ockuperades av Tyskland.
Distriktet Radom
I januari 1940 utsågs Kujath till chef för Radom-distriktets inre förvaltning. I juni samma år blev han Stadthauptmann, det vill säga högste civile ämbetsmannen, i Radom.
Distriktet Galizien
Efter Tysklands anfall mot den forna bundsförvanten Sovjetunionen, Operation Barbarossa, inrättades i Generalguvernementet i augusti 1941 ett femte distrikt — Galizien. Kujath utnämndes då till Stadthauptmann i Lemberg. Kort tid efter sitt ämbetstillträde lät han judiska arbetare avlägsna liken efter NKVD:s offer, som lämnats i Lembergs fängelser. Kujath var även delaktig i inrättandet av gettona i Radom och Lemberg.
Den 20 april 1942 efterträdde Kujath Gerhard Littschwager som Kreishauptmann, det vill säga högste civile ämbetsmannen i en Landkreis, i Tjertkov. I april 1943 begärde Högre SS- och polischefen i Generalguvernementet, Friedrich Wilhelm Krüger, att Kujath och två andra ämbetsmän, Egon Höller och Joachim Nehring, skulle kommenderas till Waffen-SS, då de, som det hette, saknade den rätta inställningen. Denna begäran avslogs dock av Gottlob Berger, chef för SS-Hauptamt.
I september 1944 blev Kujath likväl inkallad till Waffen-SS och hamnade i maj 1945 i krigsfångenskap; han släpptes i augusti 1947. I mars 1952 blev han som medlöpare avnazifierad och verkade därefter som advokat.

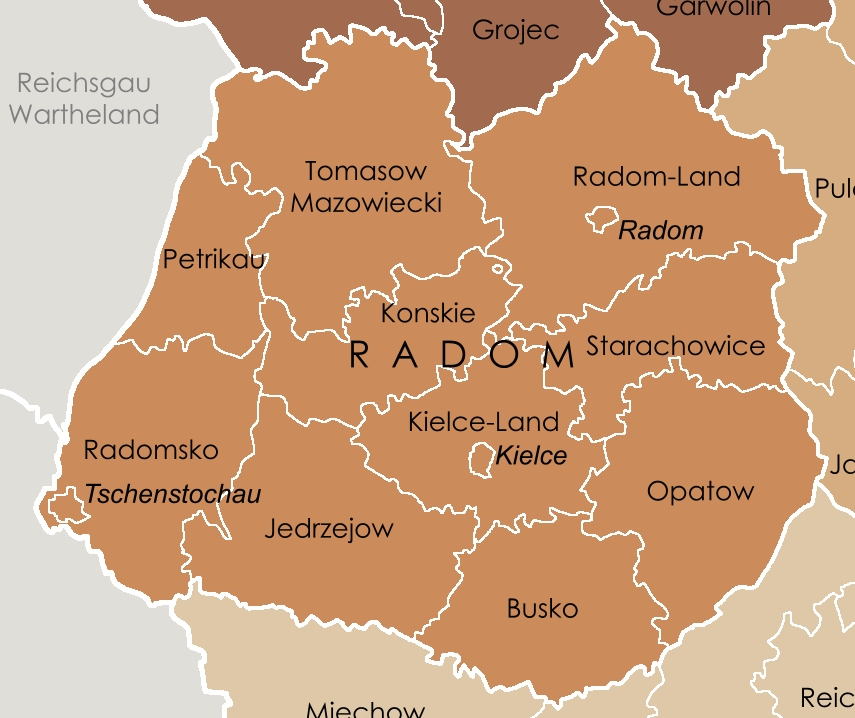
Administrativ karta över distriktet Radom år 1941
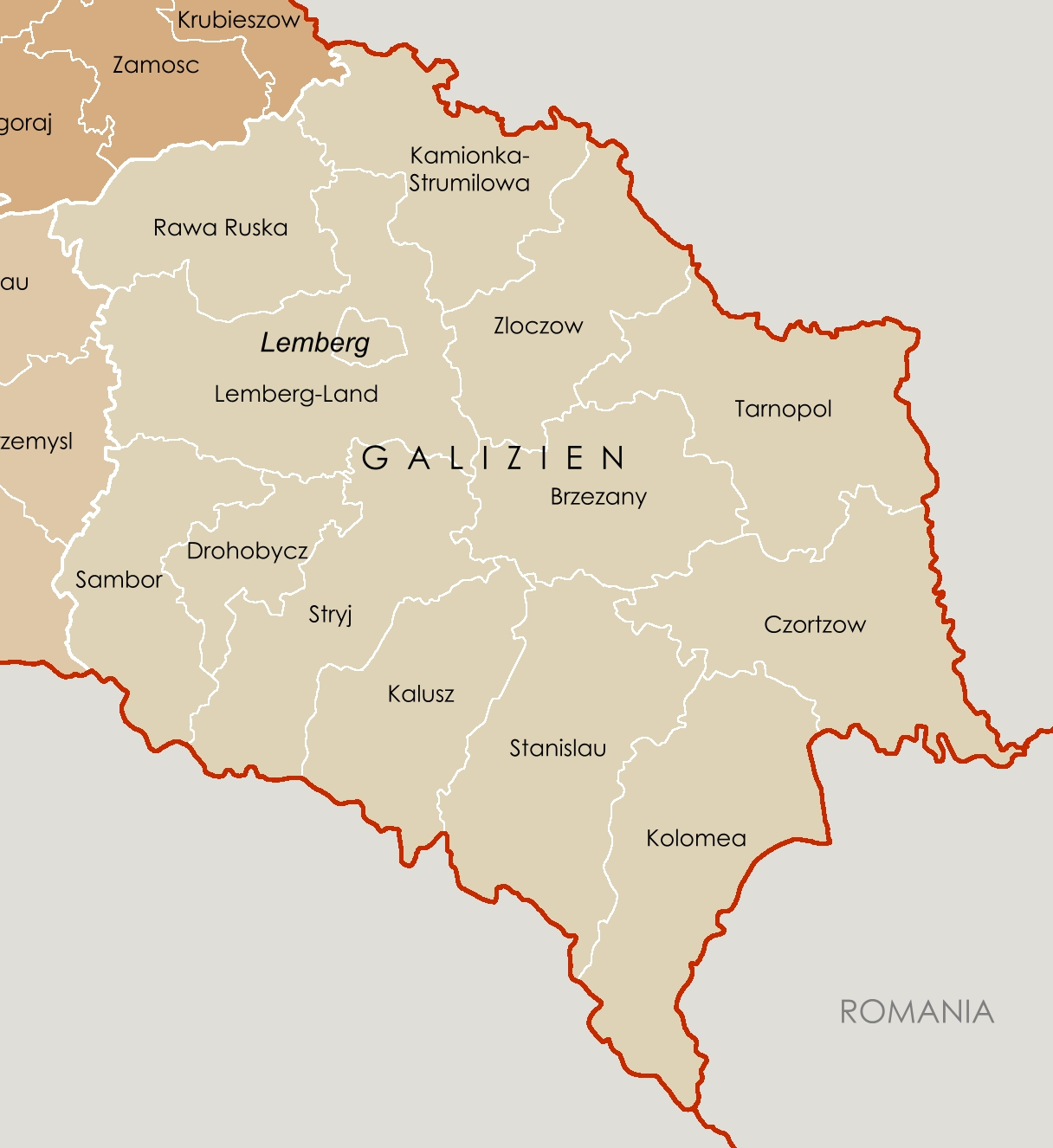
Administrativ karta över distriktet Galizien år 1941